# Silvia Hindorff
Silvia Hindorff (Sebnitz, Alemania, 27 de junio de 1961) es una gimnasta artística alemana que, compitiendo con Alemania del Este, consiguió ser medallista de bronce olímpica olímpica en 1980 en el concurso por equipos.

## 1978
En el Mundial de Estrasburgo 1978 gana el bronce en equipos, tras la Unión Soviética y Rumania, siendo sus compañeras de equipo: Steffi Kraker, Birgit Süß, Heike Kuhardt, Karola Sube y Ute Wittwer.

## 1980
En los JJ. OO. de Moscú ganó el bronce por equipos —tras la Uniñon Soviética (oro) y Rumania (plata)—, siendo sus compañeras de equipo: Maxi Gnauck, Steffi Kraker, Katharina Rensch, Karola Sube y Birgit Süss.